# Tulette
Tulette este o comună în departamentul Drôme din sud-estul Franței. În 2009 avea o populație de 1.915 de locuitori.

## Evoluția populației
| An        | 1975  | 1982  | 1990  | 1999  | 2006  | 2009  |
| --------- | ----- | ----- | ----- | ----- | ----- | ----- |
| Populație | 1.440 | 1.507 | 1.575 | 1.714 | 1.857 | 1.915 |